# Danu (hinduisme)
En el marc de la mitologia hinduista, 'Danu' és una deessa primordial no gaire coneguda.
S'esmenta en el Rig-veda com a mare dels danavás i del drac Vritra.
- Danu , en el sistema AITS (alfabet internacional per a la transliteració del sànscrit).
- दनु, en escriptura devanagari del sànscrit.
- Pronunciació: /dánu/.[1]

## Etimologia
Relacionat amb el terme sànscrit Danu: 'que dona', liberal, valent, conqueridor, prosperitat, aire, vent, un fluid, una gota, rosada; possiblement del verb dona: 'donar'.
La paraula danu descriu les aigües primordials, que potser aquesta deessa personificava.
Aquest teònim prové de l'era proto-indoeuropea, i originalment sembla haver nomenat a una deessa de l'aigua.
Queden restes a la deessa Danu del Rig-veda. Com 'pluja' o 'líquid', Danu es compara amb el avèstic danu: 'riu', que és l'origen de noms de rius com el Don, el Danubi, el Dniéper, el Dnièster, etc. També hi ha un riu Danu al Nepal.
En sànscrit, la paraula danu com 'líquid' és generalment neutra, encara que en el Rig-veda ; 1.54 apareix com femení.
La Danu rigvédica és mare d'una raça de asuras anomenats danavás. Una forma abreujada del nom sembla haver estat Dona. Aquesta forma sobreviu en el nom grec Damater (Deméter o DeMáter, la mare Da), originalment també una deessa de l'aigua.
El terme protoindoeuropeu *danu possiblement significa 'aigua fluvial, aigua corrent'.
La paraula irlandesa Danu no és idèntica a la vèdica Danu sinó que descendeix d'un protocelta *Danona, que pot contenir el sufix -on , que es troba també en altres teònims com Comare Maqonos o Maponos i Crotona.

## Llegenda rigvédica i puránica
Al Rig-veda (1.32.9) -el text més antic de l'Índia, de mitjan II mil·lenni aC. - Danu és esmentada com la mare de Vritra (la serp o drac demoníac assassinat pel déu guerrer Indra).
En l'hinduisme tardà (finals del I mil·lenni aC. .), Es va convertir en filla del patriarca Daksha i esposa del savi Kashiapa; segons el Brijat-samjitá (de Varahamihira), el Jari-Vamsha , el Majábharata (1.2520), el tercer capítol del Ramayana i el Visnú-Purana.
Al Shatapatha-bráhmana (1.6.3.9) apareix com Danaiú. 
Com deessa hinduista, Danu té dos temples a Bali (Indonèsia):
- El temple Pura Ulun Danu (al llac Bratan) i
- El temple Ulun Danu Batur (prop de Penelokan).

## El monstre Danu
Segons el tercer capítol del Ramayana , hi ha un Danu masculí, fill de la deessa Sri.
Originalment era molt bonic, però va ofendre a Indra i aquest el va convertir en un monstre (kabandha).
Per això rep el nom de Danu Kabandha, o Dánava.